# Gustaf Wersäll
Erik Gustaf Wersäll (* 14. Januar 1887 in Stockholm; † 24. März 1973 in Uppsala) war ein schwedischer Moderner Fünfkämpfer.

## Leben
Gustaf Wersäll wurde 1887 als Sohn des Politikers Claës Wersäll und dessen Frau Charlotta (geborene Lewenhaupt) geboren. Er wuchs mit acht Brüdern und einer Schwester auf. Eine weitere Schwester starb kurz nach ihrer Geburt.
1912 nahm er an den Olympischen Sommerspielen 1912 in Stockholm teil und erreichte im Wettbewerb im Modernen Fünfkampf den neunten Platz. Sein Bruder Claës-Axel trat ebenfalls bei Olympischen Sommerspielen 1912 an. Des Weiteren beteiligten sich vier weitere seiner Brüder an dem Ablauf der Olympischen Sommerspiele, ein Bruder als Funktionär, sowie drei Brüder als Helfer.
Ein weiterer Bruder, Ture Wersäll, hatte bereits 1906 an den Olympischen Zwischenspielen in Athen teilgenommen und mit der schwedischen Mannschaft die Bronzemedaille im Tauziehen erreicht.